# Christophe Mirmand
Christophe Mirmand (ur. 22 lipca 1961 w Konstantynie) – francuski prawnik i urzędnik państwowy. Od 21 lipca 2025 minister stanu Monako.

## Życiorys
Urodził się w Konstantynie, w ówczesnej Algierii Francuskiej. Ukończył studia licencjackie z zakresu historii oraz magisterskie studia prawnicze w Instytucie Nauk Politycznych w Paryżu (specjalizował się w prawie międzynarodowym i europejskim). W 1988 został absolwentem École nationale d’administration (promocja Michel de Montaigne). 
Pełnił funkcję prefekta departamentów: Górna Loara (2006–2008), Sabaudia (2010–2012) i Alpy Nadmorskie (2012–2013) oraz prefekta regionu Korsyka i departamentu Korsyka Południowa (2013–2016). W latach 2016–2018 był prefektem regionu Bretania i departamentu Ille-et-Vilaine, a następnie (do 2020) sprawował urząd sekretarza generalnego w Ministerstwie Spraw Wewnętrznych. Od 2020 był prefektem regionu Prowansja-Alpy-Lazurowe Wybrzeże i departamentu Delta Rodanu, po czym (w styczniu 2025) objął stanowisko dyrektora gabinetu ministra ds. terytoriów zamorskich Manuela Vallsa. 
3 lipca 2025 została ogłoszona jego nominacja na urząd ministra stanu (szefa rządu) Księstwa Monako, który objął 21 lipca.

## Odznaczenia
- Oficer Legii Honorowej (2021)[11]
- Kawaler Legii Honorowej – 2008[3]
- Oficer Narodowego Orderu Zasługi[3]
- Kawaler Narodowego Orderu Zasług[2]